# Bodsjöåns naturreservat
Bodsjöåns naturreservat är ett naturreservat i Nordanstigs kommun i Gävleborgs län.
Området är naturskyddat sedan 2010 och är 112 hektar stort. Reservatet består av Bodsjöån som omges närmast av lövträd och längre bort av granskog med några gamla tallar.